# Čákobo jezik
Chácobo jezik (ISO 639-3: cao), južnopanoanski jezik kojim govori oko 550 (2000 SIL) od 860 (2000 SIL) etničkih Chácobo Indijanaca južno od grada Riberalta u bolivijskoj provinciji Beni na gornjem toku rijeke Ivon.
Chácobo se danas uči i u školi, a u njima rade i Chácobo učitelji. Pismo latinica.

## Vanjske poveznice
- Ethnologue (14th)
- Ethnologue (15th)